# Rani Hamid
Rani Hamid, beng. রাণী হামিদ (ur. 14 lipca 1944 w Srihotto) – banglijska szachistka, mistrzyni międzynarodowa od 1985 roku.
Jest pierwszą banglijską szachistką, która otrzymała tytuł międzynarodowy. W latach 1986–2014 trzynastokrotnie (w tym 10 razy na I szachownicy) reprezentowała barwy swojego kraju na szachowych olimpiadach i jest pod tym względem rekordzistką. Jest również rekordzistką, jeśli chodzi o liczbę zdobytych tytułów mistrzyni Bangladeszu – do 2011 r. zdobyła ich 18, dzięki czemu została wpisana do księgi rekordów Guinnessa.
Dwukrotnie (2003, 2009) uczestniczyła w drużynowych mistrzostwach Azji: w 2009 r. zdobyła brązowy medal za indywidualny wynik na V szachownicy. Oprócz olimpijskich startów w drużynie kobiecej, trzykrotnie uczestniczyła w olimpiadach jako członkini męskiej drużyny narodowej, w latach 1984, 1988 oraz 1992. 
Wielokrotnie startowała w mistrzostwach Wielkiej Brytanii, trzykrotnie zdobywając złote medale, w latach 1983, 1985, 1989.
Najwyższy ranking w karierze osiągnęła 1 lipca 1988 r., z wynikiem 2230 punktów dzieliła wówczas 83-94. miejsce na światowej liście FIDE, jednocześnie zajmując 1. miejsce wśród banglijskich szachistek.